# Huis met de Kogel
Het Huis met de Kogel is een rijksmonumentaal pand in het centrum van de Noord-Hollandse plaats Alkmaar. Het pand is sinds 10 december 1969 ingeschreven in het Monumentenregister. Het pand is op een muur na volledig uit hout opgetrokken. Het huis dankt de naam aan een verhaal over een Spaanse kanonskogel die tijdens het Beleg van Alkmaar in het huis zou zijn ingeslagen. Een kanonskogel is later in de linkerhoek van de gevel aan de gracht geplaatst.

## Geschiedenis
Wanneer het huis gebouwd werd is niet bekend; er wordt vermoed dat het kort voor het Beleg van Alkmaar (1573) gebouwd is. Het verhaal ging dat de hagenprediker Jan Arentsz in het huis woonde toen een Spaanse kanonskogel daar insloeg. Ook zouden een spinnewiel en tobbe vernield zijn geweest door de inslag. Ook zouden er zeven mensen in het huis aanwezig zijn geweest die ongedeerd bleven. Deze legende, die veelal in verschillende versies op internet te lezen valt, blijkt echter uit onderzoek in 2020 door het Regionaal Archief Alkmaar in de nog bewaard gebleven bronnen, niet te bewijzen.  

## Exterieur
De houten gevels zijn allemaal in overstek gebouwd. Elke verdieping is daarbij op consoles geplaatst. De stenen gevel had dit ook, dit is bij een verbouwing in de 19e eeuw verwijderd. Door een kleiner grondplan hoefde de huiseigenaar ook minder belasting te betalen voor het grondgebruik. De voorgevel loopt ook taps toe: de onderkant is smaller dan de bovenkant. Alleen de gevel aan de zijde van de Appelsteeg heeft een winkelpui.
In 2023 werd het gebouw aan de binnenkant verbouwd en heeft de begane grond een horecafunctie gekregen.   

## Trivia
- Het Huis met de Kogel is een van de twee overgebleven houten huizen in Alkmaar.[3]
- In 2010 is het pand geheel gerestaureerd.